# World Photography Organisation
La World Photography Organisation (WPO) est une organisation internationale qui réalise des initiatives pour les photographes amateurs et professionnels. Elle est surtout connue pour l'organisation des concours annuels Sony World Photography Awards et Zeiss Photography Award.
Les lauréats du Sony World Photography Awards sont exposés à Somerset House.